# Адольф I (великий герцог Люксембургу)
Адольф I (24 липня 1817 — 17 листопада 1905) — герцог Нассауський з 1839 до 1866 року, великий герцог Люксембургу з 1890 до 1905 року. Став першим правителем з династії Нассау-Вайльбургів.

## Життєпис

### Герцог Нассау
Народився у замку Бібріх поблизу Вісбаден. Був сином Вільгельма Нассау та Луїзи Саксен-Гільдбурггаузенської. Став герцогом Нассау після свого батька у 1839 році.
Із самого початку Адольф I став займатися розвитком герцогства, ставши дуже популярним володарем. Він багато зробив для розвитку курорту Вісбаден, розбудови охорони здоров'я герцогства. Водночас займався розвитком економіки, зокрема почалося швидке будівництво залізниць, заводів та фабрик. У 1840 році відкривається «Земельна кредитна каса герцогства Нассау», яка пізніше перетворилася на Ощадбанк Нассау.
У той же час Адольф I продовжував консервативні традиції свого батька щодо прав й свобод громадян. Тільки під час революції у Німеччині 1848 року (Весни народів) Адольф був вимушений піти на поступки революціонерам. 4 березня цього ж року він вдовольнив «Дев'ять вимог нассаусців», що закріплювали громадянські права й свободи його підданих.

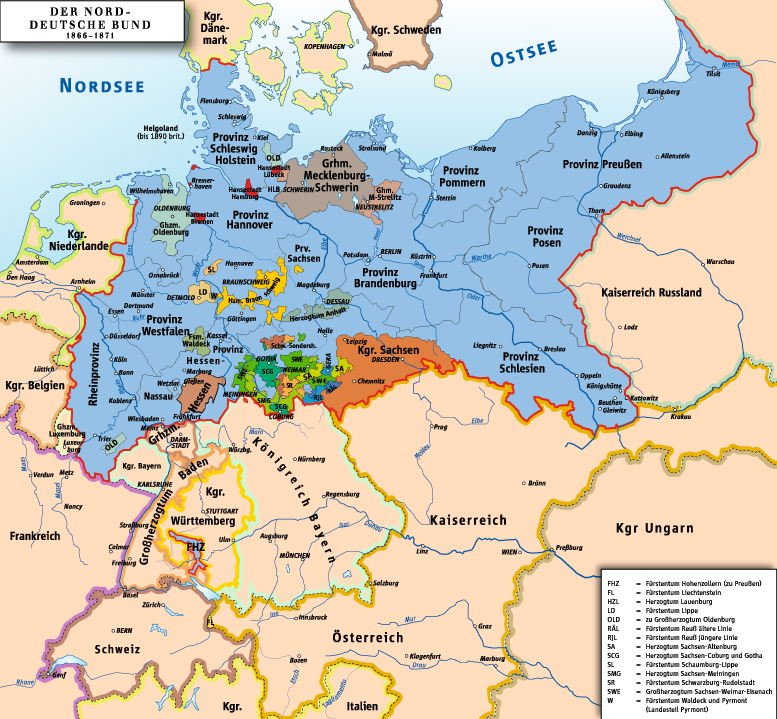
Німеччина у 1867 році (після австро-пруської війни)

 Під час війни Австрії з Прусією у 1866 Адольф I як герцог Нассау виступив на боці першої. Внаслідок поразки Австрійської імперії та її союзників герцогство Нассау було окуповано Пруським королівством. 20 вересня 1866 року Адольф зрікся своїх прав на герцогство на користь Пруссії. Як компенсацію йому було сплачено 15 млн гульденів, цінні папери із відсотковою ставкою у 4,5 %, чотири замки (договір від 28 вересня 1867 року).
Після цього Адольф багато подорожував, мешкаючи здебільшого у Відні та Франкфурті-на-Майні. В цей же час він купує замок Хоенбург у Баварії.

### Великий герцог Люксембургу
Доля Адольфа змінилася у 1890 році. Тоді — 23 листопада — помирає король Нідерландів й великий герцог Люксембургу Вільгельм III Оранський-Нассау, родич Адольфа Нассау-Вайльбурга. Вільгельм III не мав спадкоємця чоловічої статті, а конституція Люксембургу забороняла наслідування жінкам. Тому королевою Нідерландів стала донька Вільгельма III — Вільгельміна, а великим герцогом Люксембургу став  Адольф I (9 грудня 1890 року). Адольф склав присягу перед палатою депутатів парламенту Люксембургу.
При цьому Бельгія запропонувало новому великому герцогу продати свої права на Люксембург їй, але той відмовив. Таким чином протестант Адольф Нассау-Вайльбург опинився на троні католицької держави Люксембург. В перші роки він стикнувся з низькою проблем, зокрема навіть не мав резиденції у Люксембургу. Тому тривалий час жив у своїх замках у Нассау.
Маючі вже похилий вік Адольф I у 1902 році передав керування країною своєму синові Вільгельму. Помер Адольф 17 листопада 1905 року у замку Хоенбург (Баварія).

## Родина
Дружина — Єлизавета (1826—1845), донька великого князя Михайла Павловича Романова
Діти:
- донька померла при народжені (1845)

Дружина — Аделаїда-Марія (1833—1916), донька Фрідриха Августа, герцога Ангальт-Дессау
Діти:
- Вільгельм (1852—1912), великий герцог Люксембургу
- Фрідрих 1854—1855)
- Марія (1857)
- Франц (1859—1875)
- Гільда (1864—1962), дружина Фрідріха II, великого герцога Баденського